# Dụ Ngôn
Dụ Ngôn (giản thể: 喻言, phồn thể: 喻言, bính âm: Yù Yán; sinh ngày 26 tháng 5 năm 1997) là một nữ ca sĩ và diễn viên người Trung Quốc trực thuộc công ty giải trí Gia Hội Truyền Thông. Dụ Ngôn trở thành thành viên của nhóm nhạc nữ dự án THE9 sau khi giành được thứ hạng 4 chung cuộc trong chương trình truyền hình thực tế sống còn Thanh xuân có bạn (mùa 2) của kênh iQiyi. Cô cũng nổi tiếng với gu thời trang và liên tục thu hút được sự quan tâm đáng kể từ các nhãn hiệu thời trang vì phong cách của mình.

## Tiểu sử
Dụ Ngôn tốt nghiệp trường Cao đẳng Chính trị và Luật Bắc Kinh với chuyên ngành Tiếng Anh Thương mại. Mẹ cô là giáo viên tiểu học.

## Sự nghiệp
- Tháng 11 năm 2015, cô phát hành EP đầu tiên "Bad Girl".[4][5]
- Tháng 6 năm 2016, cô tham gia vào chương trình sống còn "Girls! Fighting", và giành được danh hiệu "Diamond Girls" ở trận chung kết, hạng 2 chung cuộc.
- Tháng 3 năm 2017, cô phát hành đĩa đơn "Give me all night".
- Tháng 7 năm 2018, cô đã hát ca khúc kết thúc "Nếu không phải em" cho bộ phim thanh xuân vườn trường "Đợi Em Trong Tháng Năm Đằng Đẵng"(Tiếng Trung: 在悠长的时光里等你 - Tiếng Anh: Waiting for You in a Long Time) với sự tham gia Vi Trương Vĩnh Bác và Điền Hi Vi.
- Tháng 8, bộ phim truyền cảm hứng cho giới trẻ "Manh sủng nhập liệm sư" (萌宠入殓师/Pet Departures) với sự tham gia của Tiết Minh Viện và Phó Hanh được công chiếu, cô đóng vai hôn thê của Vương An, đây cũng là tác phẩm điện ảnh và truyền hình đầu tiên của cô.
- Ngày 29 tháng 9 năm 2018, cô phát hành album đầu tiên "Hoàng hôn"(暮色), bao gồm 6 bài hát.
- Tháng 12, cùng Phó Trình Bằng, Nhâm Kha Nặc và Trương Tiến hợp tác trong bộ ba phim "Bộ đội đặc chủng trở về 1","Bộ đội đặc chủng trở về 2","Bộ đội đặc chủng trở về 3" được phát sóng trên kênh Tencent, cô đóng vai Huyết Lang cùng ba tiểu đồng đội.
- Tháng 1 năm 2020, tham gia chương trình sống còn của đài IQiyi Thanh xuân có bạn (mùa 2). Sau phần biểu diễn sắp xếp lớp đầu tiên, Dụ Ngôn được xếp vào lớp A. Qua từng tập của chương trình, cô vẫn xuất sắc giữ vững phong độ 3 lần vào lớp A liên tiếp.
- Tháng 3, cùng các thực tập sinh khác biểu diễn ca khúc chủ đề "YES! OK!". Tại đây, Dụ Ngôn tiếp tục được đánh giá là một trong số những thí sinh tài năng nhất của chương trình.
- Ngày 30 tháng 5, Dụ Ngôn ra mắt ở vị trí thứ 4 của chương trình sống còn Thanh xuân có bạn (mùa 2), trở thành thành viên chính thức của THE9.

## Phim

### Phim điện ảnh
| Năm  | Tựa đề                                          | Tên tiếng Trung       | Vai        | Ghi chú   |
| 2018 | Manh Sủng Nhập Liễm Sư                          | 萌宠入殓师            | Liễu Phiên | Vai phụ   |
| 2018 | Đội Đặc Nhiệm Trở Lại 1: Huyết Lang Chi Nộ      | 特种兵归来1：血狼之怒 | Nhã Tháp   | Vai chính |
| 2018 | Đội Đặc Nhiệm Trở Lại 2: Hắc Sắc Anh Túc        | 特种兵归来2：黑色罂粟 | Nhã Tháp   | Vai chính |
| 2018 | Đội Đặc Nhiệm Trở Lại 3: Tuyệt Mật Chiến Trường | 特种兵归来3：绝密战场 | Nhã Tháp   | Vai chính |

### Phim truyền hình
| Năm  | Tựa đề                                                | Vai          | Bạn diễn                      | Ghi chú |
| 2018 | Đợi Em Trong Tháng Năm Đằng Đẵng (Thanh xuân hoàn mỹ) | Thần Bà      | Điền Hi Vi, Trương Vĩnh Bác   | Vai phụ |
| 2020 | Kẻ Săn Đuổi Trái Tim                                  | Ngô Mộng Dao | Vương Nguyệt Hề, Lý Giai Hàng | Cameo   |

## Danh sách đĩa nhạc

### Đĩa đơn
| Tên                   | Năm    | Album                                |
| Give Me All Night     | 2017   | Give Me All Night                    |
| Nếu Không Phải Là Cậu | 2018   | Thanh Xuân Hoàn Mỹ OST               |
| Underwater            | 2018   | Thanh Xuân Hoàn Mỹ OST               |
| Phương xa không tên   | 2/2022 | Bài hát trợ lực thế vận hội mùa đông |

### Mini-album
| Tên            | Chi tiết                                                                    | Danh sách bài hát |
| Bad Girl       | - Phát hành: Ngày 30 tháng 11 năm 2015 - Định dạng: Tải nhạc số, Trực tuyến | 1. Bad Girl 2. Kẻ Ngốc 3. Kẻ Trộm                                                                                    |
| Hoàng Hôn      | - Phát hành: Ngày 19 tháng 9 năm 2018 - Định dạng: Tải nhạc số, Trực tuyến  | 1. Anh Vũ 2. Hằng Ngày Yêu Anh 3. Em Không Nghĩ Sẽ Gặp Lại Anh 4. Thận Trọng 5. Cô Gái Kính Hiển Vi 6. Đơn Giản LIFE |
| W              | - Phát hành: Ngày 26 tháng 5 năm 2022 - Định dạng: Tải nhạc số, Trực tuyến  | 1. WHO 2. Nơi nào gió thổi qua đều có em                                                                             |
| WORLD （我的） | - Phát hành: ngày 2 tháng 5 năm 2023 - Định dạng: Tải nhạc số, trực tuyến   | 1. Black key 2. Walk on a dream 3. Hodur                                                                             |

## Chương trình truyền hình
| Năm  | Kênh      | Tên chương trình          | Vai trò                | Tập    | Ghi chú                       |
| 2016 | Dragon TV | Girls! Fighting           | Thí sinh               |        | [ 15 ]                        |
| 2020 | IQIYI     | Thanh xuân có bạn (mùa 2) | Thí sinh               | 24     | [ 16 ]                        |
| 2020 | Dragon TV | Let's Party               | Thành viên thường trực |        | Show tạp kỹ đầu tiên của THE9 |
| 2020 | Dragon TV | Thử Thách Cực Hạn 6       | Người chơi             | Tập 12 | Tham gia cùng THE9            |
| 2020 | Hồ Nam TV | Happy Camp                | Khách mời              |        | Tham gia cùng THE9            |
| 2021 | IQIYI     | Thanh xuân có bạn (mùa 3) | Khách mời              |        | Tham gia cùng THE9            |
| 2021 | Huya Live | GodPlayer (好虎的密室)    | Khách mời              |        |                               |